# Kamenné Kosihy
Kamenné Kosihy (węg. Kőkeszi) – wieś (obec) na Słowacji położona w kraju bańskobystrzyckim, w powiecie Veľký Krtíš. Pierwsze wzmianki o miejscowości pochodzą z 1135 roku.
Według danych z dnia 31 grudnia 2012 roku, wieś zamieszkiwały 352 osoby, w tym 183 kobiety i 169 mężczyzn.
W 2001 roku rozkład populacji względem narodowości i przynależności etnicznej wyglądał następująco:
- Słowacy – 28,73%
- Czesi – 0,28%
- Węgrzy – 70,17%

Ze względu na wyznawaną religię struktura mieszkańców kształtowała się w 2001 roku następująco:
- Katolicy rzymscy – 96,13%
- Ewangelicy – 1,1%
- Ateiści – 1,66%
- Nie podano – 0,83%